# Gastón Silva
Gastón Silva, né le 5 mars 1994 à Salto, est un footballeur international uruguayen évoluant au poste de défenseur au  CA Peñarol. Il possède également la nationalité italienne.

## Biographie

### En club
Le 3 septembre 2020, libre de tout contrat, Silva signe à la SD Huesca pour une saison.

### En sélection
Silva honore sa première sélection avec l'équipe d'Uruguay le 13 octobre 2014 en étant titularisé par Óscar Tabárez au poste d'arrière gauche contre l'Oman en amical (victoire 0-3). 
Gaston Silva participera à la Copa America 2015 où l'Uruguay sera éliminée en quarts-de-finale par le Chili, futur vainqueur de la compétition. Il enchaînera lors de la Copa America 2016, la Celeste sortant durant les phases de poules, il ne dispute que deux rencontres en phase de groupes.  
En juin 2018, il est sélectionné par Óscar Tabárez pour participer à la Coupe du Monde 2018, mais il n'y joue aucun match. Les uruguayens seront sortis en quarts-de-finale par la France, future championne du monde.  

## Palmarès

### En club
CA Independiente
- Copa Sudamericana 2017

### En équipe nationale
Équipe d'Uruguay des moins de 17 ans
- Deuxième du Championnat des moins de 17 ans de la CONMEBOL en 2011
- Finaliste de la Coupe du monde des moins de 17 ans en 2011